# گروه کلوپ بی‌کسان گروهبان فلفل (فیلم)
«گروه کلوپ بی‌کسان گروهبان فلفل» (انگلیسی: Sgt. Pepper's Lonely Hearts Club Band (film)) فیلمی در ژانر موزیکال به کارگردانی مایکل شولتز است که در سال ۱۹۷۸ منتشر شد.

## بازیگران
- پیتر فرامپتون
- بی جیز
- جرج برنز
- استیو مارتین
- ارت، ویند اند فایر
- اروسمیث
- آلیس کوپر
- دونالد پلیسنس
- بیلی پرستون
- بری گیب
- گوئن وردن
- هنک وردن
- موریس گیب
- رابین گیب
- پل نیکلاس